# فلف الأول
فلف الأول أو فلفو (توفي. قبل 876)؛ هو أحد نبلاء شوابيا، ويعتبر مؤسس فرع شوابيا من أسرة فلف الأكبر.
فلف على الأرجح يعتبر ابن كونراد الأول، كونت أوكسار من فرع بورغندي، فيما يبدو أنه استولى على ممتلكات والده في شوابيا: كونت ألبغاو، كونت لينزغاو، وربما كونت أرغنغاو، ومع ذلك كونراد وأبنائه الأخرين لم يكونوا موالين لـ لودفيغ الألماني بل كانوا أحد مؤيديين أخيه شارل الأصلع، فلف اختفي من السجل التاريخي بعد ذكر ذلك، فمن المفترض أنه فُصل من قبل لودفيغ الألماني وسحب منه أراضيه، وبذلك لم يذكر نسل فلف مرة أخرى حتى رودولف الثاني من ألتدورف الذي ادعى نفسه من سليله.